# Oberscharführer

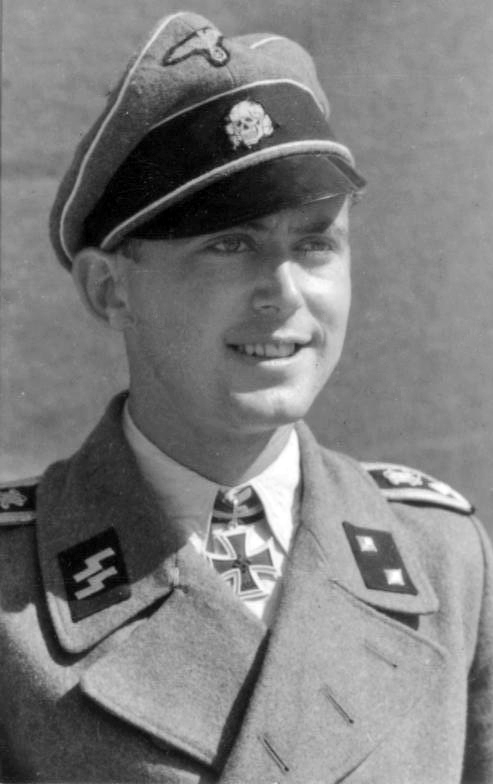
Oberscharführer in de Waffen-SS (Kurt Sametreiter)

SS-Oberscharführer was een door de Nationaalsocialistische Duitse Arbeiderspartij ingestelde paramilitaire rang die bestond tussen 1932 en 1945. In het begin was een Oberscharführer een onderofficier binnen de Sturmabteilung (SA), die tussen de Scharführer en de Truppführer in stond. Een rang binnen de Schutzstaffel (SS) was toen nog gelijk aan een rang binnen de SA. In 1934 vond de Nacht van de Lange Messen plaats, waarna de rol van SS-Oberscharführer werd gelijkgesteld aan die van Truppführer binnen de SA.
Een SS-Oberscharführer kon deel uitmaken van de Allgemeine-SS of van de Waffen-SS. Afhankelijk hiervan kon hij verschillende verantwoordelijkheden hebben.
De SS-Oberscharführer was een in rang gelijkgestelde aan een Feldwebel in de gewone landmacht (Heer).

Insignes van de rang Oberscharführer
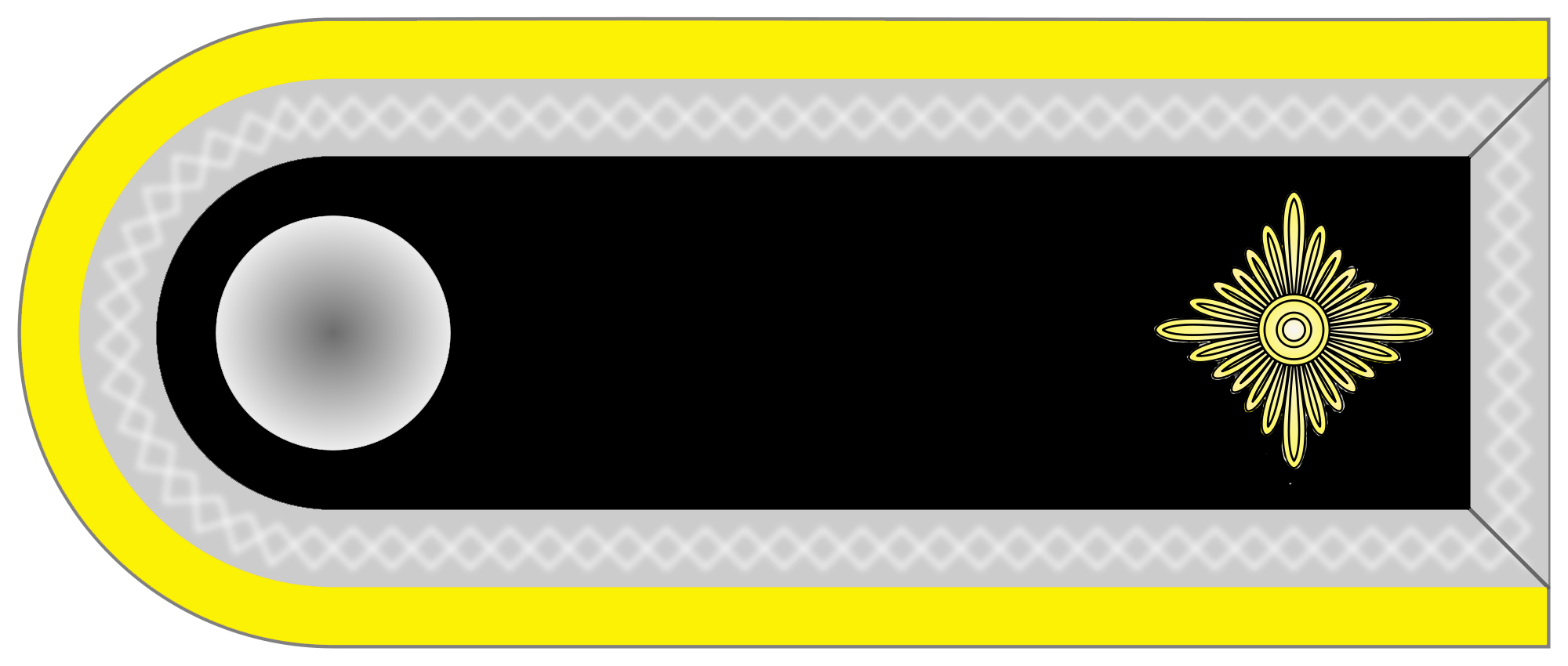
Epaulet (SS-Standartenjunker) (SS-Oberscharführer)
Kraagspiegels
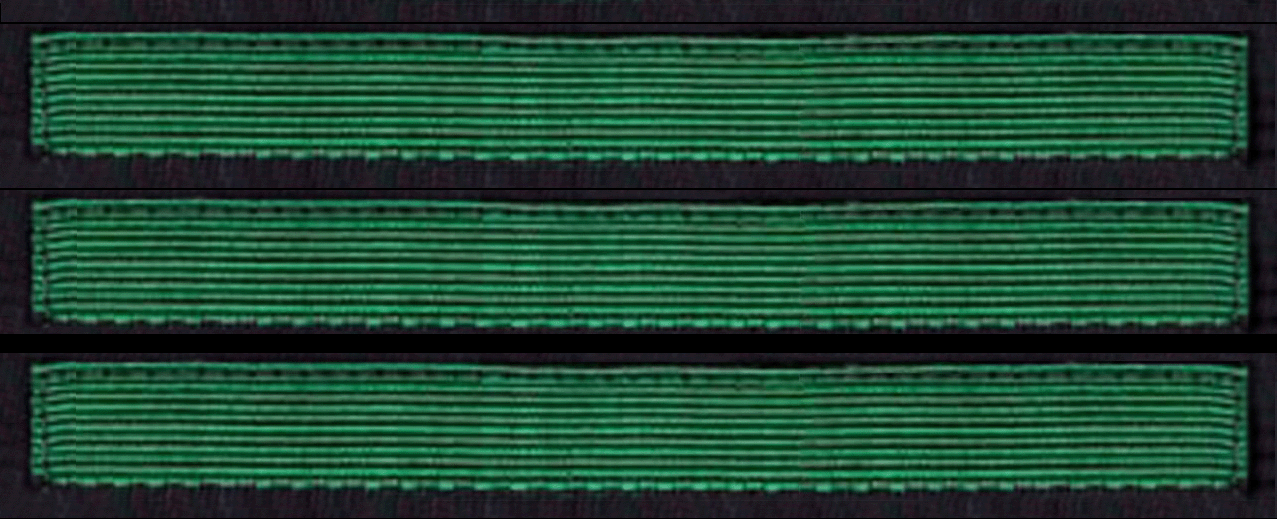
Mouw camouflage parka